# Jorge Bernal Vargas
Jorge Bernal Vargas (ur. 28 lutego 1929 w Apizaco, zm. 11 lipca 2023 w Chetumal) – meksykański duchowny rzymskokatolicki, w latach 1974–2004 prałat terytorialny Cancún-Chetumal.

## Życiorys
Święcenia kapłańskie przyjął 15 września 1957. 7 grudnia 1973 został prekonizowany prałatem terytorialnym Chetumal ze stolicą tytularną Velefi. Sakrę biskupią otrzymał 19 marca 1974. 15 lutego 1978 zrezygnował z biskupstwa tytularnego. 26 października 2004 przeszedł na emeryturę.